# Русько-Орчиківська волость
Русько-Орчиківська волость — адміністративно-територіальна одиниця Костянтиноградського повіту Полтавської губернії з центром у селі Руський Орчик.
Станом на 1885 рік складалася з 5 поселень, 3 сільських громад. Населення — 6225 осіб (3135 чоловічої статі та 3090 — жіночої), 1057 дворових господарств.
|                    | Площа, десятин | У тому числі орної, дес. |
| ------------------ | -------------- | ------------------------ |
| Сільських громад   | 13256          | 10343                    |
| Казенної власності | 253            | 253                      |
| Іншої власності    | 306            | 272                      |
| Загалом            | 13815          | 10868                    |

Основні поселення волості:
- Руський Орчик — колишнє державне село при річці Орчик за 35 верст від повітового міста, 1050 осіб, 197 дворів, православна церква, школа, постоялий будинок, 19 вітряних млинів.
- Залінійне — колишнє державне село при річці Оріль, 1384 особи, 254 двори, православна церква, школа, постоялий будинок, лавка, 24 вітряних млини.
- Малий Орчик — колишнє державне село при річці Орчик, 694 осіб, 109 дворів, постоялий будинок, 7 вітряних млини.
- Орчиківська Чернещина — колишнє державне село при річці Орчик, 2800 осіб, 481 двір, 2 православні церкви, школа, 3 постоялих будинки, 3 лавки, 3 вітряних млини.